# Peter Pawelka
Peter Pawelka (* 12. April 1941 in Elbing, Deutsches Reich) ist ein deutscher Politikwissenschaftler.

## Leben und Wirken
Nach dem Schulbesuch in Moosburg, Freising und Stuttgart-Bad Cannstatt (Abitur) studierte Peter Pawelka ab dem Sommersemester 1961 Politikwissenschaft, Germanistik und Soziologie an der Eberhard Karls Universität Tübingen. Im Jahre 1969 promovierte er dort bei Theodor Eschenburg und Klaus von Beyme mit einer Arbeit über die Vereinten Nationen und das Deutschlandproblem. Die Habilitation erfolgte 1972. Von 1969 bis 1974 arbeitete Pawelka als wissenschaftlicher Assistent am Institut für Politikwissenschaft der Universität Tübingen, von 1974 bis 1976 als Dozent und anschließend als Professor bis zu seinem Ruhestand 2008.
Seine Forschungsschwerpunkte sind der Vordere Orient, die Internationale Politik und die Politische Soziologie.

## Schriften (Auswahl)
- Die Funktion der Eliten im Desintegrationsprozeß Nigerias. In: Politische Vierteljahresschrift, Bd. 11 (1970), S. 287–313.
- Die UNO und das Deutschlandproblem. Das Deutschlandproblem im Spannungsfeld zwischen der Bundesrepublik Deutschland und den Vereinten Nationen, unter besonderer Berücksichtigung der Aussenpolitik der Bundesrepublik Deutschland, 1949 bis 1967 (= Tübinger Studien zur Geschichte und Politik, Bd. 28). Mohr, Tübingen 1971, ISBN 3-16-832831-6 (Dissertation Universität Tübingen).
- Die Funktion der Vereinten Nationen im Nord-Süd-Konflikt. In: Aus Politik und Zeitgeschichte, Bd. 23 (1973), S. 9–21.
- Vereinte Nationen und strukturelle Gewalt. Piper, München 1974, ISBN 3-492-02069-0.
- Internationales System und internationale Organisation. Die Autonomie politischer Einfluss-Strukturen in den Vereinten Nationen. Niedersächsische Landeszentrale für Politische Bildung, Hannover 1974.
- (als Hrsg.): Internationale Beziehungen. Ein vernachlässigter Lernbereich. Klett, Stuttgart 1976, ISBN 3-12-924170-1.
- Politische Sozialisation (= Systematische Politikwissenschaft, Bd. 4). Akademische Verlagsgesellschaft, Wiesbaden 1977, ISBN 3-400-00304-2.
- Internationale Beziehungen. Hirschgraben-Verlag, Frankfurt/M. 1977, ISBN 3-454-59350-6.
- Transnationale Parteiensysteme und Eurokommunismus. Zur Entwicklung und Funktion politischer Parteien in den internationalen Beziehungen. In: Hans-Georg Wehling (Hrsg.): Eurokommunismus und die Zukunft des Westens. v. Decker, Heidelberg 1979, S. 19–55, ISBN 3-7685-4678-0.
- Herrschaft und Entwicklung im Nahen Osten: Ägypten. Müller, Heidelberg 1985, ISBN 3-8114-0685-X.
- Politische Herrschaft im islamischen Orient. Zum Charakter und Funktionieren politischer Systeme im Mittleren Osten. In: Zeitschrift für Kulturaustausch, Bd. 35 (1985), S. 459–468.
- (als Hrsg.): Arabische Golfstaaten in der Krise. Fischer, Frankfurt/M. 1990, ISBN 3-89406-218-5.
- (als Hrsg. und Mitautor): Die Golfregion in der Weltpolitik. Kohlhammer, Stuttgart 1991, ISBN 3-17-011606-1.
- Der Vordere Orient und die internationale Politik. Kohlhammer, Stuttgart 1993, ISBN 3-17-011456-5.
- Die politische Ökonomie der Außenpolitik im Vorderen Orient. In: Orient, Bd. 35 (1994), S. 369–390.
- Der fremde Orient als Feindbild des Westens? In: Siegfried Müller (Hrsg.): Fremde und Andere in Deutschland. Leske + Budrich, Opladen 1995, ISBN 3-8100-1314-5.
- (als Mit-Hrsg.): Staat, Markt und Rente in der internationalen Politik. Westdeutscher Verlag, Opladen 1997, ISBN 3-531-12930-9.
- (als Mit-Hrsg.): Der Vordere Orient an der Schwelle zum 21. Jahrhundert. Westdeutscher Verlag, Opladen 1999, ISBN 3-531-13401-9.
- Politische Systeme im Vorderen Orient. In: Orient, Bd. 41 (2000), S. 389–413.
- Der Staat im Vorderen Orient. Über die Demokratie-Resistenz in einer globalisierten Welt. In: Levianthan, Bd. 30 (2002), S. 431–454.
- Der orientalische Staat. Zur Resistenz patrimonialer und autoritärer Systeme in einer globalisierten Welt. In: Volker Rittberger (Hrsg.): Demokratie – Entwicklung – Frieden. Schwerpunkte Tübinger Politikwissenschaft (= Theodor-Eschenburg-Vorlesungen, Bd. 1). Nomos, Baden-Baden 2003, S. 145–164, ISBN 3-8329-0037-3.
- (zus. mit Lutz Richter-Bernburg): Religion, Kultur und Politik im Vorderen Orient. Die islamische Welt im Zeichen der Globalisierung. Verlag für Sozialwiss., Wiesbaden 2004, ISBN 978-3-531-14098-8.
- (als Hrsg.): Der Staat im Vorderen Orient. Konstruktion und Legitimation politischer Herrschaft (= Weltregionen im Wandel, Bd. 4). Nomos, Baden-Baden 2008, ISBN 978-3-8329-3796-6.
- Umbruch und Wandel in der arabischen Welt. In: Bürger & Staat, Bd. 62 (2012), S. 4–15.

Festschrift
- Holger Albrecht (Hrsg.): Der Vordere Orient. Politik, Wirtschaft und Gesellschaft (= Weltregionen im Wandel, Bd. 1). Nomos, Baden-Baden 2007, ISBN 978-3-8329-3063-9.